# Les Châtelliers-Châteaumur
Les Châtelliers-Châteaumur korábbi község Franciaország Loire mente régiójában, Vendée megyében. 2016. január 1-jén három másik korábbi községgel egyesült és az így létrejött Sèvremont új község része lett.
Lakosainak száma 783 fő (2018. január 1.). Les Châtelliers-Châteaumur Saint-Amand-sur-Sèvre, Les Epesses, Saint-Michel-Mont-Mercure és Treize-Vents községekkel határos.

## Népesség
A település népességének változása:
| Lakosok száma | 772  | 714  | 645  | 647  | 686  | 717  | 716  | 745  | 789  | 783  |
|               | 1962 | 1968 | 1975 | 1982 | 1990 | 2008 | 2013 | 2015 | 2017 | 2018 |